# Канди (государство)
Канди (синг. කෝට්ටේ රාජධානිය, там. கண்டி இராச்சியம்) — государство, существовавшее в центральной части острова Шри-Ланка с XV по XIX вв. Территория государства в первой половине XVI века примерно соответствовала Центральной провинции, Северо-Центральной провинции, Восточной провинции и провинции Ува.

## Образование государства Канди и его борьба с другими ланкийскими государствами
В середине XV века умер правитель объединявшего всю Шри-Ланку государства Котте Паракрамбаху VI. В результате борьбы за власть между его преемниками ослаб контроль над составляющими государство территориями, и сепаратистские устремления феодальной знати получили шанс на реализацию. Ещё в правление Паракрамбаху VI произошёл крупный мятеж кандийской знати против верховной власти, которым руководил Джотия Ситана, но мятеж был жестоко подавлен. Теперь же борьба увенчалась успехом, и в последней четверти XV века в центральных районах Шри-Ланки образовалось независимое государство Канди. Немного ранее на севере острова образовалось государство Джафна, а к концу XV века власть Котте распространялась лишь на юго-западные районы острова.
Стремясь ослабить своего главного противника — Котте — Канди и Джафна вели против него непрерывные политические интриги. При поддержке правителя Канди Джаявиры (1511—1552) три старших сына правителя Котте, недовольные тем, что их отец Виджаябаху объявил наследником престола их младшего — четвёртого — брата, в 1521 году убили отца, в результате чего государство Котте распалось на три враждующих между собой объединения с центрами в Котте, Ситаваке и Райагаме. Канди вело постоянные войны с тремя царствами, в войну включались также португальцы и государства образовывали союзы. Постепенно Канди расширило свою территорию, завоевав Райагама и Котте, и стало воевать против Ситаваки.
После раздела Котте самым мощным и амбициозным из новых государств стала Ситавака, и Канди в 1522 году заключила союз с Португалией, чтобы противостоять угрозе с юга. Однако португальцев больше интересовало государство Котте, так как именно там были основные плантации коричного дерева, и после 1546 года, когда войска Португалии и Котте вторглись на территорию Канди, не осталось никакой возможности для союза.
В 1552 году Джаявира был смещён с кандийского престола, и бежал в Ситаваку. Армия Канди двинулась к границам Ситаваки и потребовала выдачи Джаявиры. В это время Ситавака в союзе с Котте воевала против Португалии, и уже выбила португальские части с центральной части острова, но в условиях угрозы со стороны Канди, а также видя растущую мощь Котте, Ситавака вступила в союз с разбитыми португальскими частями, разгромила Котте, и защитила свою территорию от Канди.
В 1560 году, когда португальцы вторглись в Джафну, Канди оказало помощь северному соседу. Тем временем в 1565 году Ситавака полностью захватила Котте, и номинальный правитель Котте — Дхармапала — был вынужден оставить страну и укрыться в португальском форту Коломбо на территории Канди. В 1574 году португальцы выступили инициаторами заключения брачного союза между Дхармапалой и кандийской принцессой. Усмотрев в этом браке угрозу потенциального военного союза португальцев и кандийцев, правитель Ситаваки двинул свою армию на Канди, но поход был прерван внезапным нападением португальской военной эскадры с юго-западного побережья. Португальские войска углубились на территорию Ситаваки, разгромили и разграбили множество деревень, монастырей и храмов. Когда в 1578 году Ситавака вновь организовала военную экспедицию в Канди, португальская эскадра повторила свою вылазку из бухты Коломбо.
Раджасингха, унаследовавший трон Ситаваки в 1581 году, вновь отправился в поход на Канди, и на этот раз ему сопутствовал успех. В 1582 году территория Канди была присоединена к Ситаваке.

## Борьба с португальцами и союз с Голландией
Вскоре после аннексии Канди Ситавакой в центральном районе острова началось восстание против Ситаваки, которое продолжалось до 1593 года. Со смертью Раджасингхи в 1593 году политическому могуществу Ситаваки пришел конец. Канди вновь обрело независимость, а номинальным правителем Котте (куда была включена и территория Ситаваки) стал Дхармапала; фактически же все прибрежные районы острова были захвачены Португалией. После смерти в 1597 году Дхармапалы, завещавшего все свои владения португальской короне, единственным реально независимым государством Шри-Ланки осталось Канди (в Джафне король правил при поддержке португальцев, а после его смерти и последовавшей за ней смуты Португалия ввела там с 1620 года прямое колониальное управление).
В 1594 году португальские власти организовали военную экспедицию в центральные районы острова с целью подчинить Кандийское государство и посадить на престол свою ставленницу — кандийскую принцессу Кусумасанадеви, вошедшую в историю под именем Доны Катарины. Португальцы, руководимые Педро Лопесом де Соусой, были встречены кандийской армией под предводительством Конаппу Бандары, и потерпели сокрушительное поражение в битве при Ганноруве. Дона Катарина была захвачена в плен и стала женой победителя, который правил в Канди до 1604 года, приняв имя Вимала Дхарма Сурия I. Проводимая им внутренняя политика, продолженная его преемником Сенератом (1604—1635) была направлена на усиление экономической и военной мощи Кандийского государства. Особое внимание уделялось укреплению границ, на которых было построено значительное число фортификационных сооружений.
Целью кандийских правителей было сохранение мира с португальцами на любых условиях. Португальская же сторона, стремившаяся овладеть природными богатствами центральной части острова и портами на северо-восточном побережье, совершала постоянные опустошительные рейды в глубь кандийской территории. В 1617 году между Португалией и Канди был заключён договор, согласно которому португальская сторона признавала Сенерата правителем Канди, кандийская же сторона — права португальцев на управление прибрежными районами острова. Кандийцы соглашались выплачивать ежегодную дань и не впускать во внутренние районы враждебные португальцам силы. Однако, несмотря на условия договора, португальцы вскоре заняли крупный кандийский порт Тринкомали. В ответ новый кандийский правитель Раджасингха II стал совершать постоянные вылазки на подвластные португальцам территории.
В 1620—1630-х годах португальцы организовали несколько военных экспедиций на территорию Канди, но им не удалось удержать захваченных позиций, и в 1630 году португальская армия, которой командовал Константин де Саа, была разбита и почти полностью уничтожена. В 1633 году португальские власти заключили с кандийским правителем новый мирный договор, по условиям которого кандийская сторона сохраняла за собой всю прежнюю территорию, но обязалась по-прежнему выплачивать португальцам дань; также по условиям договора к португальцам отошёл важный стратегический пункт на восточном побережье острова — форт Баттикалоа.
Тем временем в борьбу за господство в Южной и Юго-Восточной Азии вступила новая европейская держава — Голландская республика. В поисках союзников для борьбы с Португалией Голландия поддержала оборонительные усилия Кандийского государства. Переговоры между двумя сторонами завершились заключением договора о совместных боевых действиях против португальской армии на Шри-Ланке; за это Голландия получила монопольное право закупки кандийской корицы.
Узнав о кандийско-голландских переговорах, португальцы начали боевые действия против союзных войск. К 1639 году голландские и кандийские войска отвоевали у португальцев Тринкомали и Баттикалоа; Голландская Ост-Индская компания добилась от Канди права на размещение в них голландских гарнизонов и фактически превратила эти порты в опорные базы своих вооружённых сил на острове. В 1640 году кандийско-голландские силы взяли штурмом Негомбо и Галле на юго-западном побережье острова, где голландцам также удалось утвердить своё военное присутствие.
Падение власти испанских Габсбургов в Португалии и заключение мира между Голландией и Португалией в Европе заставило голландцев нарушить условия договора с кандийской стороной и приостановить дальнейшее наступление на португальские владения на Шри-Ланке. В 1644 году был заключён договор о перемирии, по условиям которого португальская и голландская сторона обязались не возобновлять военных действий на острове и поделить захваченную юго-западную часть Шри-Ланки между собой. В 1645 году договор о перемирии был дополнен подписанием в Галле соглашения, предполагавшего оказание взаимной военной помощи в случае нападения со стороны Канди.
В 1652 году мир между Голландией и Португалией в Европе был нарушен, что послужило сигналом для возобновления военных действий и на Шри-Ланке. Голландцам удалось вновь наладить отношения с Раджасингхой II и с его помощью повести решительное наступление на позиции португальцев. В 1656 году, после семимесячной осады, предпринятой совместно кандийскими и голландскими войсками, сдался Коломбо. Затем голландские войска захватили Джафну, а к 1658 году захватили все опорные пункты португальцев в Индии.

## Борьба с голландцами и союз с Великобританией
Захватив территории, ранее управляемые Португалией, голландские власти расторгли союз с Кандийским государством и направили усилия на присоединение его к своим колониальным владениям, так как в центральных областях Шри-Ланки была сосредоточена основная часть дикорастущих коричных деревьев. XVII век и первая половина XVIII века происходило множество боев между кандийскими войсками и голландской наёмной армией; отношения между голландскими губернаторами Цейлона и кандийскими правителями оставались крайне напряжёнными. В 1766 году, после очередной попытки голландцев подчинить Канди, между двумя сторонами был заключён договор, согласно которому ряд пограничных областей Кандийского государства переходил во владение Голландской Ост-Индской компании, получавшей также долгожданное право на сбор корицы во внутренних районах. Договор предусматривал установление голландского сюзеренитета над Кандийским государством.

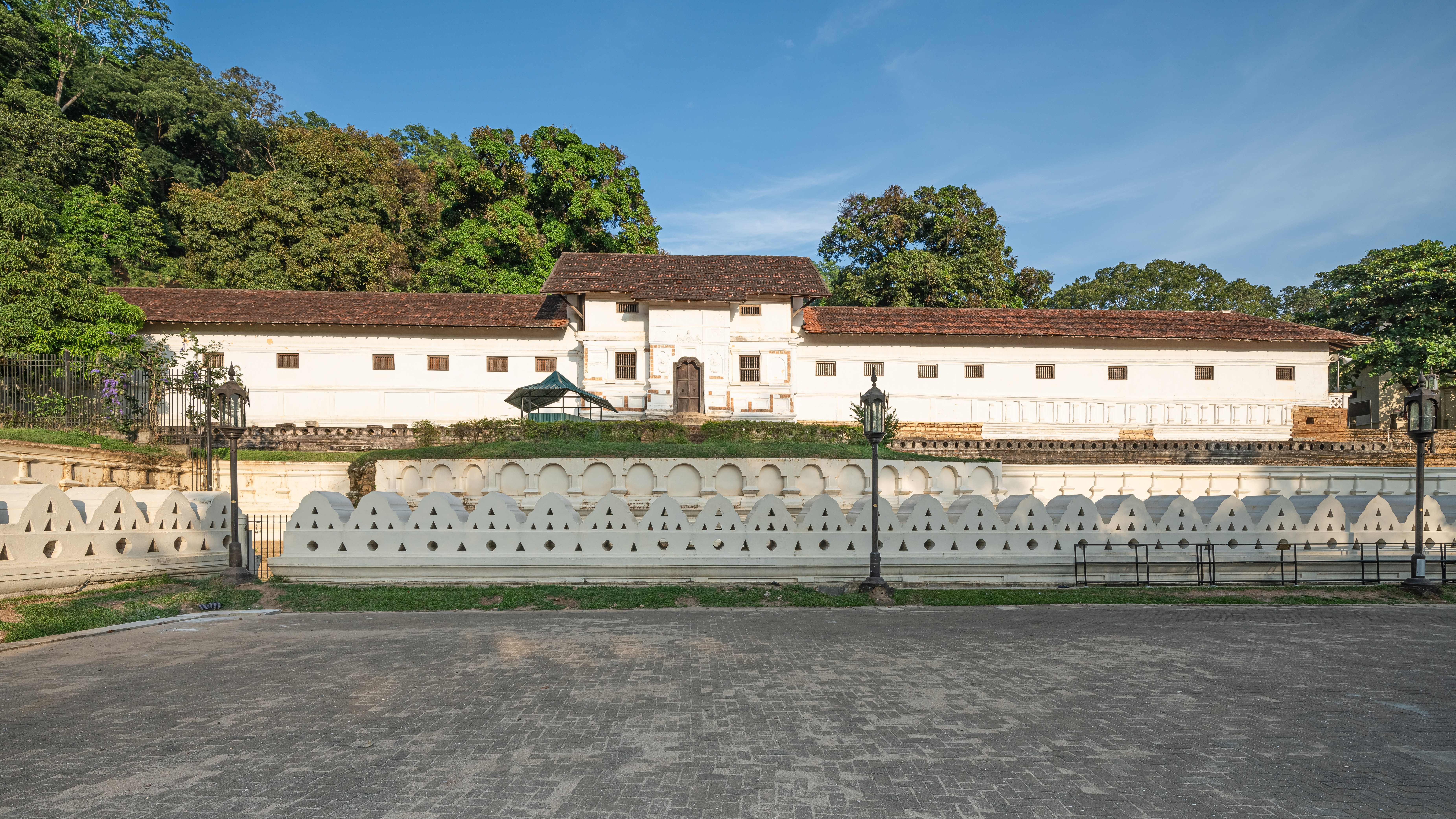
Дворец правителей Канди

Во второй половине XVIII века усилившееся соперничество между голландцами и англичанами за колониальное и торговое преобладание привело к тому, что в результате военных действий, которые велись с 1780 по 1796 годы между голландскими, французскими и английскими войсками при участии Кандийского государства, заключившего военный союз с Великобританией, Голландская Ост-Индская компания была вынуждена оставить свои владения. Контроль над Шри-Ланкой перешёл к Великобритании.

## Поглощение Канди Великобританией
После захвата бывших голландских владений на Шри-Ланке англичане направили свои военные, политические и идеологические усилия на завоевание Кандийского государства. В результате сложных интриг и подкупа англичанам удалось добиться поддержки со стороны части кандийской знати, недовольной действиями правителя Шри Викрама Раджасингхи, который, пытаясь укрепить вооружённые силы Кандийского государства для защиты от англичан, ограничил привилегии местной верхушки, ввёл новые налоги, посягнул на собственность буддийского духовенства. Это оттолкнуло от него многих прежних приверженцев и привело их к открытому союзу с англичанами.
В 1815 году Кандийское государство было оккупировано британскими войсками и включено в состав королевской колонии Цейлон. Бывший правитель Канди был низложен и выслан в Мадрас, Кандийское государство было ликвидировано, а его бывшая территория составила отдельную административную область, переданную в ведение английского резидента, подчинённого губернатору прибрежных районов.